# Gobierno estatal de Hesse
El Gobierno del Estado de Hesse (en alemán: Hessische Landesregierung) es el órgano ejecutivo del estado federado alemán de Hesse (Hessen). Está encabezado por el Ministro-presidente, quien es elegido por el Landtag de Hesse, el parlamento estatal. El gobierno ejerce el poder ejecutivo dentro de las competencias otorgadas al estado por la Ley Fundamental de la República Federal de Alemania y por la Constitución del Estado de Hesse (Verfassung des Landes Hessen).

## Marco constitucional
Hesse es una "república" parlamentaria dentro del sistema federal alemán. La Constitución estatal fue adoptada el 1 de diciembre de 1946 y permanece en vigor, complementando a la Ley Fundamental de 1949. El estado tiene competencias propias en áreas como educación, cultura, policía, justicia, administración municipal, medio ambiente, ordenación territorial, entre otras.
Las leyes estatales no pueden contradecir la legislación federal, aunque existen ámbitos legislativos exclusivos o concurrentes en los que los estados alemanes tienen autonomía.

## Composición
El Gobierno estatal está compuesto por el Ministro-presidente y los ministros estatales, quienes dirigen los distintos departamentos. El número y denominación de estos ministerios pueden variar según la configuración política.
El Ministro-presidente representa al estado tanto a nivel interno como ante la Federación y otros estados. Tiene la facultad de nombrar y cesar a los ministros, presidir las reuniones del gabinete y definir las directrices generales de la política estatal.

## Funciones
Las funciones principales del Gobierno del Estado de Hesse son:
- Ejecutar las leyes estatales y federales dentro de su territorio.
- Proponer proyectos de ley ante el Landtag.[3]
- Administrar el presupuesto estatal.
- Representar al estado en el Bundesrat.
- Coordinar las políticas públicas dentro del marco competencial estatal.

## Listado de Ministros-presidentes desde 1945
| Legislatura                   | Gobierno     | N.º  | Fotografía              | Ministro-Presidente del Gobierno estatal de Hesse | Inicio del mandato      | Fin del mandato         | Duración del mandato       |
| ----------------------------- | ------------ | ---- | ----------------------- | ------------------------------------------------- | ----------------------- | ----------------------- | -------------------------- |
| Preconstitucional (1945-1946) | Gomolka      | 1.°  |                         | Karl Geiler                                       | 16 de octubre de 1945   | 30 de noviembre de 1946 | 1 año, 1 mes y 14 días     |
| I (1946-1950)                 | Stock        | 2.°  |                         | Christian Stock                                   | 30 de noviembre de 1946 | 10 de enero de 1951     | 4 años, 1 mes y 10 días    |
| II (1950-1954)                | Zinn I       | 3.°  |                         | Georg-August Zinn                                 | 10 de enero de 1951     | 19 de enero de 1955     | 18 años, 9 meses y 13 días |
| III (1954-1958)               | Zinn I       | 3.°  | 19 de enero de 1955     | Georg-August Zinn                                 | 29 de enero de 1959     |                         | 18 años, 9 meses y 13 días |
| IV (1958-1962)                | Zinn III     | 3.°  | 29 de enero de 1959     | Georg-August Zinn                                 | 31 de enero de 1963     |                         | 18 años, 9 meses y 13 días |
| V (1962-1966)                 | Zinn IV      | 3.°  | 31 de enero de 1963     | Georg-August Zinn                                 | 19 de enero de 1967     |                         | 18 años, 9 meses y 13 días |
| VI (1966-1970)                | Zinn V       | 3.°  | 19 de enero de 1967     | Georg-August Zinn                                 | 23 de octubre de 1969   |                         | 18 años, 9 meses y 13 días |
| VI (1966-1970)                | Osswald I    | 4.°  |                         | Albert Osswald                                    | 23 de octubre de 1969   | 17 de diciembre de 1970 | 6 años, 11 meses y 28 días |
| VII (1970-1974)               | Osswald II   | 4.°  | 17 de diciembre de 1970 | Albert Osswald                                    | 18 de diciembre de 1974 |                         | 6 años, 11 meses y 28 días |
| VIII (1974-1978)              | Osswald III  | 4.°  | 18 de diciembre de 1974 | Albert Osswald                                    | 20 de octubre de 1976   |                         | 6 años, 11 meses y 28 días |
| VIII (1974-1978)              | Börner I     | 5.°  |                         | Holger Börner                                     | 20 de octubre de 1976   | 14 de diciembre de 1978 | 10 años, 6 meses y 4 días  |
| IX (1978-1982)                | Börner II    | 5.°  | 14 de diciembre de 1978 | Holger Börner                                     | 24 de noviembre de 1982 |                         | 10 años, 6 meses y 4 días  |
| X (1982-1983)                 | Börner II    | 5.°  | 24 de noviembre de 1982 | Holger Börner                                     | 4 de julio de 1984      |                         | 10 años, 6 meses y 4 días  |
| XI (1983-1987)                | Börner III   | 5.°  | 4 de julio de 1984      | Holger Börner                                     | 24 de abril de 1987     |                         | 10 años, 6 meses y 4 días  |
| XII (1987-1991)               | Börner III   | 6.°  |                         | Walter Wallmann                                   | 24 de abril de 1987     | 5 de abril de 1991      | 3 años, 11 meses y 11 días |
| XIII (1991-1995)              | Eichel I     | 7.°  |                         | Hans Eichel                                       | 5 de abril de 1991      | 5 de abril de 1995      | 8 años y 2 días            |
| XIV (1995-1999)               | Eichel II    | 7.°  | 5 de abril de 1995      | Hans Eichel                                       | 7 de abril de 1999      |                         | 8 años y 2 días            |
| XV (1999-2003)                | Koch I       | 8.°  |                         | Roland Koch                                       | 7 de abril de 1999      | 5 de abril de 2003      | 11 años, 4 meses y 24 días |
| XVI (2003-2008)               | Koch II      | 8.°  | 5 de abril de 2003      | Roland Koch                                       | 27 de enero de 2008     |                         | 11 años, 4 meses y 24 días |
| XVII (2008-2009)              | Koch II      | 8.°  | 27 de enero de 2008     | Roland Koch                                       | 5 de febrero de 2009    |                         | 11 años, 4 meses y 24 días |
| XVIII (2009-2014)             | Koch III     | 8.°  | 5 de febrero de 2009    | Roland Koch                                       | 31 de agosto de 2010    |                         | 11 años, 4 meses y 24 días |
| XVIII (2009-2014)             | Bouffier I   | 9.°  |                         | Volker Bouffier                                   | 31 de agosto de 2010    | 18 de enero de 2014     | 11 años y 9 meses          |
| XIX (2014-2019)               | Bouffier II  | 9.°  | 18 de enero de 2014     | Volker Bouffier                                   | 18 de enero de 2019     |                         | 11 años y 9 meses          |
| XX (2019-2023)                | Bouffier III | 9.°  | 18 de enero de 2019     | Volker Bouffier                                   | 31 de mayo de 2022      |                         | 11 años y 9 meses          |
| XX (2019-2023)                | Rhein I      | 10.° |                         | Boris Rhein                                       | 31 de mayo de 2022      | 18 de enero de 2024     | 3 años, 2 meses y 6 días   |
| XXI (2023-)                   | Rhein II     | 10.° | 18 de enero de 2024     | Boris Rhein                                       | En el cargo             |                         | 3 años, 2 meses y 6 días   |

## Gobierno actual
|                                                                               |                                     |                                                |                                       |
| Partido político                                                              |                                     | Unión Demócrata Cristiana de Alemania          | Unión Demócrata Cristiana de Alemania |
| Partido político                                                              | Partido Socialdemócrata de Alemania |                                                |                                       |
| Ministro-Presidente                                                           |                                     |                                                |                                       |
| Ministro-Presidente                                                           |                                     | Boris Rhein Desde 18 de enero de 2024          |                                       |
| Viceministro-Presidente                                                       |                                     |                                                |                                       |
| Viceministro-Presidente                                                       |                                     | Kaweh Mansoori Desde 18 de enero de 2024       |                                       |
| Ministros                                                                     |                                     |                                                |                                       |
| Agricultura y Medio Ambiente, Viticultura, Silvicultura, Caza y Patria        |                                     | Ingmar Jung Desde 18 de enero de 2024          |                                       |
| Asuntos Federales, Europeos e Internacionales y Simplificación Administrativa |                                     | Manfred Pentz Desde 18 de enero de 2024        |                                       |
| Ciencia, Investigación, Arte y Cultura                                        |                                     | Timon Gremmels Desde 18 de enero de 2024       |                                       |
| Cultura, Educación y Oportunidades                                            |                                     | Armin Schwarz Desde 18 de enero de 2024        |                                       |
| Digitalización e Innovación                                                   |                                     | Kristina Sinemus Desde 18 de enero de 2024     |                                       |
| Energía, Transporte, Vivienda y Medio Rural                                   |                                     | Kaweh Mansoori Desde 18 de enero de 2024       |                                       |
| Familia, Tercera Edad, Deporte, Salud y Cuidados                              |                                     | Diana Stolz Desde 18 de enero de 2024          |                                       |
| Finanzas                                                                      |                                     | Ralph Alexander Lorz Desde 18 de enero de 2024 |                                       |
| Justicia y Estado de Derecho                                                  |                                     | Christian Heinz Desde 18 de enero de 2024      |                                       |
| Seguridad Nacional y Protección Ciudadana                                     |                                     | Roman Poseck Desde 18 de enero de 2024         |                                       |
| Trabajo, Integración, Juventud y Asuntos Sociales                             |                                     | Heike Hofmann Desde 18 de enero de 2024        |                                       |